# Amelia Kyambadde
Amelia Anne Kyambadde est une femme politique ougandaise. Elle est l'actuelle ministre du commerce, de l'industrie et des coopératives en Ouganda. Elle est nommée à ce poste le 6 juin 2016. Elle a déjà servi en tant que ministre du commerce et de l'industrie entre le 27 mai 2011 et le 6 juin 2016. Elle remplace alors Kahinda Otafiire (en), nommée ministre de la Justice (en). Amelia Kyambadde est également élue membre du Parlement (MP) pour le Comté du Nord de Mawokota dans le district de Mpigi.

## Enfance
Elle est née en juin 1955, fille de feu Serwano K. Kulubya et Marie Kafureka, à Guildford, Surrey, Royaume-Uni. Elle arrive en Ouganda en 1959, à l'âge de quatre ans.

## Éducation
Amelia Kyambadde est élève à l’école primaire de Gayaza dans le district de Wakiso puis à l'école secondaire du Sacré-Cœur dans le district de Gulu. Elle fait ses études de secrétariat à l'École d'Études de Secrétariat Aga Khan à Nairobi au Kenya. Elle est titulaire d'un Baccalauréat en administration des affaires (BBA) de l'Université de Makerere en Ouganda, la plus ancienne institution d'enseignement supérieur, fondée en 1922. Elle est également titulaire d'une Maîtrise en administration des affaires (MBA) de l'American InterContinental University de Londres.

## Expérience de travail
Elle a commencé à travailler pour le Service Civil Ougandais en 1979 à l'âge de vingt-quatre ans. Elle a atteint le grade de chef de cabinet du secrétariat (PPS) du Président de l'Ouganda. En 2010, elle démissionne volontairement de son poste de présidente du PPS pour commencer sa campagne électorale pour le poste de parlementaire pour le Comté du Nord de Mawokota. Au cours des élections nationales ougandaises de 2011, elle remporte l'élection et devient la député titulaire de la circonscription. Le 27 mars 2011, elle est nommée Ministre du commerce et de l'industrie. Le 6 juin 2016, elle est nommée Ministre du Commerce, de l'Industrie et des Coopératives.

## Vie privée
Amelia Anne Kyambadde est mariée à Wilson Kyambadde depuis 1976. Ensemble, ils sont les parents de cinq enfants. Elle est mécène pour l’association communautaire, non-gouvernementale Twezimbe Development Foundation (TDF), créée pour améliorer les conditions de vie des habitants de sa circonscription électorale. Elle en est également la fondatrice.